# 奥西·阿基瓦斯
奥西·阿基瓦斯（Ossy Achievas），又名保罗·科尔·基奥里（Paul Cole Chiori），尼日利亚拉各斯人，尼日利亚媒体企业家和音乐主管。他是阿基瓦斯娱乐公司的创始人。他还担任联合国和平大使。

## 生平
奥西出生于尼日利亚拉各斯，并在拉各斯的阿杰贡勒长大。2006年，他建立了阿基瓦斯娱乐公司（Achievas Entertainment），并与Solid Star签约10年。他还通过他的公司阿基瓦斯娱乐公司组织和推广了2014-2016年奥拉米的现场演唱会，2018年布纳男孩的现场演唱会和2017年大卫奥在拉各斯的30BG演唱会。
2018年，他的公司独家制作了一部名为《岛》的电影。他还宣布与电视节目主持人艾玛·乌戈里合作，推出奈杰尔社会媒体奖（Naija Social Media Awards）。同年，他启动了一个名为Richout的基金会，用于帮助弱势群体和寡妇。
2019年，他的阿基瓦斯娱乐公司组织了一次高级豪华活动，其中还包括由斯蒂芬妮·阿莱耶·奇奥里监督的时装走秀，活动由阿约·马坤、南希·伊西姆等人主持，并通过音乐会推出了一个名为至尊拉各斯（Premium Lagos）的娱乐品牌。